# Rue pavoisée

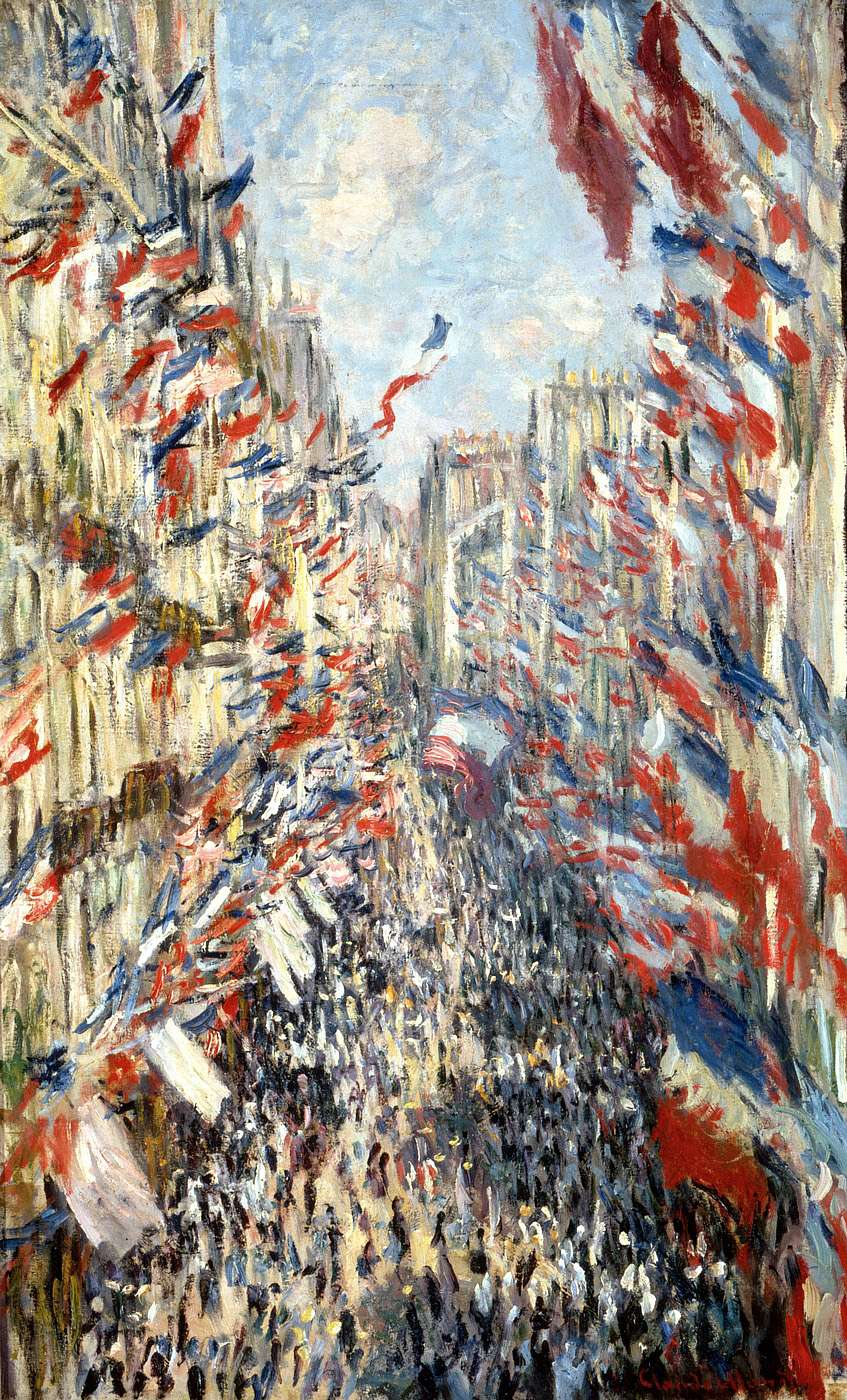
La Rue Montorgueil, tableau impressionniste de Claude Monet représentant la rue Montorgueil, à Paris, pavoisée à l'occasion de la fête nationale française en 1878.

Une rue pavoisée est une rue dont les bâtiments sont décorés de drapeaux à l'occasion d'une fête. Il s'agit d'un motif pictural assez commun au tournant du XIXe siècle et du XXe siècle, puisque prisé par les impressionnistes et les fauves : le thème a notamment été traité par Georges Braque, André Derain, Raoul Dufy, Édouard Manet, Albert Marquet, Claude Monet, Vincent van Gogh ou Maurice de Vlaminck. Childe Hassam s'y est également essayé, en remplaçant le drapeau français privilégié par tous ces artistes par la bannière étoilée américaine, aux États-Unis.

## Exemples
- La Rue Montorgueil, Claude Monet, 1878.
- La Rue Mosnier aux drapeaux, Édouard Manet, 1878.
- La Fête du 14 juillet à Paris, Vincent van Gogh, 1886.
- La Rue pavoisée, Raoul Dufy, 1906.
- Le 14 juillet au Havre, Albert Marquet, 1906.